# 金容烋
金 容烋（キム・ヨンヒュ、朝鮮語: 김용휴、1926年8月10日 - 2022年9月20日）は、大韓民国の軍人、政治家。最終階級は陸軍中将。ハナフェの協力者で、第四共和国体制で参謀次長および第18代国防部次官、第五共和国体制で総務処（現：行政安全部）長官を務めた。本貫は光山金氏。

## 経歴
忠清南道洪城出身。普成専門学校在学中、李範奭の組織した朝鮮民族青年団に加入し、訓練団長の紹介で警備士官学校7期入学。卒業後、済州島四・三事件、麗水・順天事件等の治安戦に従事、朝鮮戦争では第6師団6連隊中隊長として甕津半島の戦いに従軍。戦後は1957年に第2師団参謀長、1960年に第20師団連隊長となり、1961年には第8師団参謀長となった。同年の朴正煕の5・16軍事クーデター後も第8師団で第21連隊長として勤務していたが、やがて戒厳司令部行政処長、陸軍本部にて勤務した。
1966年8月に駐越副司令官。帰国後は第25歩兵師団長、第6軍団長、軍需司令官を経て、参謀次長翌年に国防次官に任命された。
1979年の朴正煕暗殺事件直後は盧載鉉国防部長官の後任と目されていたが、盧載鉉にもたらされた左遷人事情報を全斗煥にいち早く流し、12.12クーデターを成功に導いた。これにより、クーデター2日後の1979年12月14日から総務処長官を務め、1980年に「官界浄化運動」の一環として政府高官の大量解雇を指揮した。1982年5月20日までの在任中に解雇された公務員は4,760人に上る。
退任後、南海化学社長を務めたが、民主化後の1990年、不正蓄財疑惑がかけられると妻の治療を名目に渡米し、ニュージャージー州に移住、元海軍提督のキム・セヒョンにかくまわれ、2010年ごろから公的活動を再開して在米在郷軍人と交流を始める。そのまま帰国することなく、2022年9月20日死去、享年96。

## 年譜
- 1957年：第2師団参謀長
- 1960年：第20師団連隊長
- 1961年：第8師団参謀長
- 1962年：第8師団第21連隊長
- 1964年6月4日：戒厳司令部行政処長[6]
- 内閣事務処行政管理局長
- 陸軍本部軍需参謀部補給処長
- 1966年9月10日：駐越副司令官
- 1967年11月：少将
- 1969年
  - 5月：第三次ベトナム参戦国外相会議代表
  - 6月：陸軍本部附
  - 7月14日：第25歩兵師団長[7]
- 1973年8月：第6軍団長、中将
- 1975年9月15日：軍需司令官
- 1977年5月3日：陸軍参謀次長
- 1978年10月6日：第18代国防次官
- 1979年12月14日：総務処長官